# Xã Marshall, Quận Lawrence, Indiana
Xã Marshall (tiếng Anh: Marshall Township) là một xã thuộc quận Lawrence, tiểu bang Indiana, Hoa Kỳ. Năm 2010, dân số của xã này là 4.660 người.